# محوطه قلعه شهاب
محوطه قلعه شهاب مربوط به دوره سلجوقی است و در شهرستان گناباد، بخش کاخک، روستای شهاب واقع شده و این اثر در تاریخ ۷ مهر ۱۳۸۱ با شمارهٔ ثبت ۶۴۳۱ به‌عنوان یکی از آثار ملی ایران به ثبت رسیده است.